# Марк Форстер
Марк Форстер (Илертисен, 30. новембар 1969) немачки је филмаџија. Номинован је за награду БАФТА, Златни глобус и Спирит.

## Биографија
Рођен је 30. новембра 1969. године у Илертисену. Син је Немице и Швајцарца који су се преселили у Швајцарску када је Марк имао 9 година. Адолесценцију је провео у Давосу, зимском одмаралишту у источној Швајцарској, као и у међународном интернату Институт Монтана Зугерберг у централној Швајцарској. Године 1990, када је имао 20 година, преселио се у Њујорк. Наредне три године похађао је филмску школу Универзитета у Њујорку, снимајући неколико документарних филмова.

## Филмографија
| Година | Српски назив               | Изворни назив | Редитељ | Продуцент | Сценариста |
| ------ | -------------------------- | ------------- | ------- | --------- | ---------- |
| 1995.  |                            |               | Да      | Не        | Да         |
| 2000.  |                            |               | Да      | Не        | Да         |
| 2001.  | Бал монструма              |               | Да      | Не        | Не         |
| 2004.  | У потрази за Недођијом     |               | Да      | Не        | Не         |
| 2005.  | Остани                     |               | Да      | Не        | Не         |
| 2006.  | Чудније од фикције         |               | Да      | Не        | Не         |
| 2007.  | Ловац на змајеве           |               | Да      | Не        | Не         |
| 2008.  | Зрно утехе                 | e             | Да      | Не        | Не         |
| 2011.  | Проповедник са машинком    |               | Да      | Да        | Не         |
| 2013.  | Светски рат Z               |               | Да      | Извршни   | Не         |
| 2016.  | Све што видим си ти        |               | Да      | Да        | Да         |
| 2018.  | Кристофере Робине, где си? |               | Да      | Не        | Не         |
| 2022.  | Човек по имену Ото         |               | Да      | Извршни   | Не         |